# Parisolabis nelsonensis
Parisolabis nelsonensis är en tvestjärtart som beskrevs av Hudson 1975. Parisolabis nelsonensis ingår i släktet Parisolabis och familjen skevtångtvestjärtar. Inga underarter finns listade i Catalogue of Life.